# Rewind
|  | Denne artikel er oprettet af botten PalnaBot ud fra en ekstern database. Den kan derfor have sproglige fejl eller mangler. Denne skabelon kan fjernes efter kontrol af indholdet. |

Rewind er en dokumentarfilm fra 2003 instrueret af Mårten Nilsson efter manuskript af Gunilla Heilborn.

## Handling
Hvad var det nøjagtigt, der skete, den dag Henry flyttede ind i sit nye hus? Et hus, otte dansere og et kamera.